# Liste de films tournés dans le département de Meurthe-et-Moselle
Un certain nombre d'œuvres cinématographiques et télévisuelles ont été tournés dans le département de Meurthe-et-Moselle.
Voici une liste à compléter de films, téléfilms, feuilletons télévisés, films documentaires... tournés dans le département de Meurthe-et-Moselle classés par commune et lieu de tournage et date de diffusion.

## A
- Haut – A
- B
- C
- D
- E
- F
- G
- H
- I
- J
- K
- L
- M
- N
- O
- P
- Q
- R
- S
- T
- U
- V
- W
- X
- Y
- Z

## B
- Haut – A
- B
- C
- D
- E
- F
- G
- H
- I
- J
- K
- L
- M
- N
- O
- P
- Q
- R
- S
- T
- U
- V
- W
- X
- Y
- Z

- Bazailles
  - 1986 : La Mission téléfilm de Michel Guillet[1]

- Bertrichamps
  - 1965 : Les Grandes Gueules de Robert Enrico[2]

- Briey
  - 2004 : Les Rivières pourpres 2 : Les Anges de l'apocalypse de Olivier Dahan

## C
- Haut – A
- B
- C
- D
- E
- F
- G
- H
- I
- J
- K
- L
- M
- N
- O
- P
- Q
- R
- S
- T
- U
- V
- W
- X
- Y
- Z

- Chambley-Bussières
  - 2014 : Party Girl de Marie Amachoukeli-Barsacq[3]

- Cirey-sur-Blaise
  - 2007 : Divine Émilie d'Arnaud Sélignac

- Cirey-sur-Vezouze
  - 1965 : Les Grandes Gueules de Robert Enrico[2]

- Crusnes
  - 2004 : Les Rivières pourpres 2 : Les Anges de l'apocalypse de Olivier Dahan

## D
- Haut – A
- B
- C
- D
- E
- F
- G
- H
- I
- J
- K
- L
- M
- N
- O
- P
- Q
- R
- S
- T
- U
- V
- W
- X
- Y
- Z

- Dombasle-sur-Meurthe
  - 2005 : Les Âmes grises de Yves Angelo[4]
  - 2015 : Une Enfance, de Philippe Claudel

## E
- Haut – A
- B
- C
- D
- E
- F
- G
- H
- I
- J
- K
- L
- M
- N
- O
- P
- Q
- R
- S
- T
- U
- V
- W
- X
- Y
- Z

- Eulmont
  - 2023 : Infiltré(e) mini-série de Frédéric Krivine

## F
- Haut – A
- B
- C
- D
- E
- F
- G
- H
- I
- J
- K
- L
- M
- N
- O
- P
- Q
- R
- S
- T
- U
- V
- W
- X
- Y
- Z

- Fermont
  - 2004 : Les Rivières pourpres 2 : Les Anges de l'apocalypse de Olivier Dahan (Fort de Fermont)

- Froville-la-romane
  - 2011 :  Tous les soleils de Philippe Claudel[5]

## G
- Haut – A
- B
- C
- D
- E
- F
- G
- H
- I
- J
- K
- L
- M
- N
- O
- P
- Q
- R
- S
- T
- U
- V
- W
- X
- Y
- Z

## H
- Haut – A
- B
- C
- D
- E
- F
- G
- H
- I
- J
- K
- L
- M
- N
- O
- P
- Q
- R
- S
- T
- U
- V
- W
- X
- Y
- Z

- Haroué
  - 1989 : La Comtesse de Charny mini-série de Marion Sarraut[6]
  - 1965 : La Dame de pique de Léonard Keigel[7]

- Herserange
  - 2004 : Les Rivières pourpres 2 : Les Anges de l'apocalypse de Olivier Dahan

- Homécourt
  - 1981 : La Provinciale de Claude Goretta
  - 1992 : Ville à vendre de Jean-Pierre Mocky[8]

## I
- Haut – A
- B
- C
- D
- E
- F
- G
- H
- I
- J
- K
- L
- M
- N
- O
- P
- Q
- R
- S
- T
- U
- V
- W
- X
- Y
- Z

## J
- Haut – A
- B
- C
- D
- E
- F
- G
- H
- I
- J
- K
- L
- M
- N
- O
- P
- Q
- R
- S
- T
- U
- V
- W
- X
- Y
- Z

- Jarny
  - 2012 : Le Tombeau de la garde de Patrick Basso[9]
  - 2015 : Personal Shopper d'Olivier Assayas (scènes de train uniquement)

- Jœuf
  - 2006 : Le Cri mini-série de Hervé Baslé[10]

## K
- Haut – A
- B
- C
- D
- E
- F
- G
- H
- I
- J
- K
- L
- M
- N
- O
- P
- Q
- R
- S
- T
- U
- V
- W
- X
- Y
- Z

## L
- Haut – A
- B
- C
- D
- E
- F
- G
- H
- I
- J
- K
- L
- M
- N
- O
- P
- Q
- R
- S
- T
- U
- V
- W
- X
- Y
- Z

- Liverdun
  - 1972 : Les Joyeux Lurons de Michel Gérard
  - 1998 : Docteur Sylvestre (saison 3, épisode 4 : Zone Dangereuse)

- Longwy
  - 1982 : J'ai épousé une ombre de Robin Davis[11]
  - 1986 : La Mission téléfilm de Michel Guillet[1]
  - 1989 : La Vallée des espoirs téléfilm de Jean-Pierre Marchand[12]
  - 2004 : Les Rivières pourpres 2 : Les Anges de l'apocalypse de Olivier Dahan
  - 2004 : La Femme de Gilles de Frédéric Fonteyne[13]
  - 2006 : Le Cri mini-série de Hervé Baslé[10]
  - 2011 : De force de Frank Henry

- Lunéville
  - 1969 : La Montée téléfilm de Jacques Krier[14]
  - 1971 : Le Prussien téléfilm de Jean Lhote[15]
  - 1977 : Confessions d'un enfant de choeur téléfilm de Jean Lhote[16]

## M
- Haut – A
- B
- C
- D
- E
- F
- G
- H
- I
- J
- K
- L
- M
- N
- O
- P
- Q
- R
- S
- T
- U
- V
- W
- X
- Y
- Z

- Malzéville
  - 2010 : Henry (film, 2010) de Kafka et Pascal Rémy[17]

- Montigny-sur-Chiers
  - 2004 : Les Rivières pourpres 2 : Les Anges de l'apocalypse de Olivier Dahan - Ouvrage de Fermont

- Moyen
  - 1981 : Le Mécréant téléfilm de Jean L'Hôte

## N
- Haut – A
- B
- C
- D
- E
- F
- G
- H
- I
- J
- K
- L
- M
- N
- O
- P
- Q
- R
- S
- T
- U
- V
- W
- X
- Y
- Z

- Nancy
  - 1961 : Le Miracle des loups d'André Hunebelle
  - 1969 : La Montée téléfilm de Jacques Krier[14]
  - 1970 : De l'or pour les braves de Brian G. Hutton[18]
  - 1973 : L'Héritier de Philippe Labro[19]
  - 1977 : La mort du Téméraire téléfilm de Roger Viry-Babel[20]
  - 1981 : Le Bunker de la dernière rafale de Marc Caro et Jean-Pierre Jeunet[21]
  - 1981 : Les Enquêtes du commissaire Maigret : saison 1, épisode 52 'Maigret se trompe série télévisée  de Claude Barma et Jacques Rémy
  - 1985 : L'Amour braque de Andrzej Żuławski[22]
  - 1986 : La Mission téléfilm de Michel Guillet[1]
  - 1989 : La Comtesse de Charny mini-série de Marion Sarraut[6]
  - 1994 : Une femme française de Régis Wargnier
  - 2000 : Baise-moi, de Virginie Despentes[23]
  - 2004 : Les Âmes grises, d'Yves Angelo
  - 2005 : Le Temps de la désobéissance de Patrick Volson
  - 2007 : Divine Émilie d'Arnaud Sélignac
  - 2008 : Il y a longtemps que je t'aime de Philippe Claudel
  - 2010 : Henry (film, 2010) de Kafka et Pascal Rémy[17]
  - 2010 :  Bye bye Blondie de Virginie Despentes
  - 2011 :  Tous les soleils de Philippe Claudel[5]
  - 2013 : L'Étrange Couleur des larmes de ton corps d'Hélène Cattet et Bruno Forzani
  - 2015 : Une Enfance, de Philippe Claudel
  - 2017 : Nos patriotes de Gabriel Le Bomin
  - 2022 : Meurtres à Nancy de  Sylvie Ayme
  - 2023 : Infiltré(e) mini-série de Frédéric Krivine (CHRU de Nancy, Université de Lorraine)
  - 2023: Sage-homme de Jennifer Devoldère (CHRU de Nancy)

## O
- Haut – A
- B
- C
- D
- E
- F
- G
- H
- I
- J
- K
- L
- M
- N
- O
- P
- Q
- R
- S
- T
- U
- V
- W
- X
- Y
- Z

## P
- Haut – A
- B
- C
- D
- E
- F
- G
- H
- I
- J
- K
- L
- M
- N
- O
- P
- Q
- R
- S
- T
- U
- V
- W
- X
- Y
- Z

- Petitmont
  - 1970 : La Demande en mariage téléfilm de Jean L'Hôte[24]
  - 1981 : Le Mécréant téléfilm de Jean L'Hôte

- Piennes
  - 1982 : La Rescousse de Jacques Krier[25]
  - 2010 : Ich bin eine Terroristin (Je suis une terroriste) de Valérie Gaudissart[26]

- Pont-à-Mousson
  - 2006 : L'Intouchable de Benoît Jacquot[27]

## Q
- Haut – A
- B
- C
- D
- E
- F
- G
- H
- I
- J
- K
- L
- M
- N
- O
- P
- Q
- R
- S
- T
- U
- V
- W
- X
- Y
- Z

## R
- Haut – A
- B
- C
- D
- E
- F
- G
- H
- I
- J
- K
- L
- M
- N
- O
- P
- Q
- R
- S
- T
- U
- V
- W
- X
- Y
- Z

## S
- Haut – A
- B
- C
- D
- E
- F
- G
- H
- I
- J
- K
- L
- M
- N
- O
- P
- Q
- R
- S
- T
- U
- V
- W
- X
- Y
- Z

- Saint-Jean-lès-Longuyon
  - 2002 : Maigret : saison 1, épisode 39 Maigret et le fou de Sainte Clotilde[28]

- Saurupt
  - 2008 : Il y a longtemps que je t'aime de Philippe Claudel

## T
- Haut – A
- B
- C
- D
- E
- F
- G
- H
- I
- J
- K
- L
- M
- N
- O
- P
- Q
- R
- S
- T
- U
- V
- W
- X
- Y
- Z

- Tucquegnieux
  - 2010 : Ich bin eine Terroristin (Je suis une terroriste) de Valérie Gaudissart[26]

## U
- Haut – A
- B
- C
- D
- E
- F
- G
- H
- I
- J
- K
- L
- M
- N
- O
- P
- Q
- R
- S
- T
- U
- V
- W
- X
- Y
- Z

## V
- Haut – A
- B
- C
- D
- E
- F
- G
- H
- I
- J
- K
- L
- M
- N
- O
- P
- Q
- R
- S
- T
- U
- V
- W
- X
- Y
- Z

- Val-et-Châtillon
  - 1965 : Les Grandes Gueules de Robert Enrico[2]

- Villerupt
  - 1972 : Beau Masque de Bernard Paul[29]
  - 1978 : Louise Michel : la vierge rouge téléfilm de Michel Guillet[30],[31]
  - 1989 : La Vallée des espoirs téléfilm de Jean-Pierre Marchand[12]

## W
- Haut – A
- B
- C
- D
- E
- F
- G
- H
- I
- J
- K
- L
- M
- N
- O
- P
- Q
- R
- S
- T
- U
- V
- W
- X
- Y
- Z

## X
- Haut – A
- B
- C
- D
- E
- F
- G
- H
- I
- J
- K
- L
- M
- N
- O
- P
- Q
- R
- S
- T
- U
- V
- W
- X
- Y
- Z

## Y
- Haut – A
- B
- C
- D
- E
- F
- G
- H
- I
- J
- K
- L
- M
- N
- O
- P
- Q
- R
- S
- T
- U
- V
- W
- X
- Y
- Z

## Z
- Haut – A
- B
- C
- D
- E
- F
- G
- H
- I
- J
- K
- L
- M
- N
- O
- P
- Q
- R
- S
- T
- U
- V
- W
- X
- Y
- Z